# 劉瞻
劉 瞻（りゅう せん、生没年不詳）は、五胡十六国時代の前燕の人物。

## 生涯
337年9月、鮮卑慕容部の大人慕容皝は文武諸官の編成を行い、宋該・石琮とともに常伯に任じられた。
これ以後の事績は、史書に記されていない。